# Weiße Cola
Weiße Cola (englisch White Coke) ist der Spitzname für eine Ende der 1940er Jahre für den Marschall der Sowjetunion Georgi Schukow produzierte Variante von Coca-Cola.

## Geschichte
Der Oberkommandeur der Alliierten Streitkräfte Dwight D. Eisenhower, selbst bekennender Coca-Cola-Fan, machte Schukow, damals Leiter der sowjetischen Militäradministration in Deutschland, mit dem Softdrink bekannt.
Da Coca-Cola in der Sowjetunion bekanntes Symbol für den amerikanischen Imperialismus war und er Stalins Reaktion für den Fall, dass er mit einem solchen gesehen wurde, fürchtete, bat Schukow General Mark W. Clark um die Übermittlung einer besonderen Anfrage an den Konzern: Er wollte eine spezielle farblose Cola-Variante. Statt des typischen Schwarz schlug der eine durchsichtige Flüssigkeit vor, was dem Wodka entspräche. Clark leitete das Gesuch an Präsident Truman weiter, der darauf den Coca-Cola-Funktionär James Farley kontaktierte.
Farley ließ dann durch den Lebensmittelchemiker Mladin Zarubica die Zuckercouleur entfernen und designte eine angepasste Flasche mit einem weißen Deckel und rotem Stern als Logo. Mindestens 50 Kästen wurden an Schukow geliefert. Während es oft erst mehrere Wochen dauerte, bis die Genehmigung zur Einfuhr von Gütern in die Sowjetunion erteilt wurde, kamen Aufträge von Coca-Cola ohne Verzögerung an ihren Zielort – so auch im Fall entsprechender Lieferungen der „Weißen Cola“ von dem damaligen Logistikzentrum Lambach aus.